# Gilbert Trausch
Gilbert Trausch (* 20. September 1931 in Luxemburg; † 3. Juni 2018) war ein luxemburgischer Historiker. Er galt als einer der renommiertesten Historiker Luxemburgs des 20. Jahrhunderts.

## Leben
Gilbert  Trausch besuchte das Knabenlyzeum auf dem Limpertsberg und studierte Geschichte an der Universität von Paris und der University of Exeter. Er wurde danach Lehrer für Geschichte und Französisch am hauptstädtischen Knabenlyzeum. Ab 1963 war er korrespondierendes Mitglied der Historischen Sektion des Institut Grand-Ducal.
Von 1968 bis 1995 hatte er eine Professur am Centre universitaire de Luxembourg inne. Von 1972 bis 1984 war er der Leiter der Nationalbibliothek. Er war danach Professor an der Universität Lüttich und am College of Europe in Brügge. Zwischen 1984 und 1990 war er Direktor des Centre universitaire de Luxembourg. Außerdem war er ab 1990 erster Direktor des Centre d’études et de recherches européennes Robert Schuman (CERE) und wurde zum Regierungsrat ernannt.
Der Historiker Trausch gilt in Luxemburg als ein Staatsdenker, der den überkommenen Mythos von Blut und Boden durch eine neue offizielle Staatsgeschichte ersetzt habe, die allerdings im politischen Diskurs weniger als Geschichtswissenschaft denn als eine neue patriotische Erzählung zwecks historischer Legitimierung einer jungen Nation verstanden wurde.
Denis Scuto sieht das Verdienst von Trausch darin, dass er in den 80er Jahren – als sich in Frankreich die „nouvelle Histoire“ schon anderen Themen zugewandt hatte – im Anschluss an die Grundsätze des französischen Historikers Marc Bloch (1944 ermordet) eine Geschichte der sozialstrukturellen Wandlungen Luxemburgs entworfen habe, dabei aber auch nicht die Lebensgeschichte einzelner Menschen aus dem Blick verloren habe.
Die Académie royale des Sciences, des Lettres et des Beaux-Arts de Belgique nahm ihn 1991 als assoziiertes Mitglied auf.

## Veröffentlichungen (Auswahl)
- Structures et problèmes agraires du passé; Serie von 15 Artikeln, die zwischen 1967 und 1972 in der Geschichtszeitschrift Hémecht erschienen sind.
- Die Luxemburger Bauernaufstände aus dem Jahre 1798. Der 'Klöppelkrieg', seine Interpretation und sein Nachleben in der Geschichte des Großherzogtums Luxemburg; in: Rheinische Vierteljahrsblätter, 1984, Ss. 161–237.
- Du particularisme à la nation – Essais sur l’histoire du Luxembourg de la fin de l’Ancien Régime à la Seconde Guerre mondiale. Saint-Paul, Luxemburg, 1988
- Le Luxembourg – Émergence d’un État et d’une nation. Fonds Mercator, Antwerpen & Brüssel, 1989. Überarbeitete & erweiterte Neuausgabe, Éditions Schortgen & Fonds Mercator, Luxemburg, 2007, ISBN 978-2-87953-047-5
- Histoire du Luxembourg (= Nations d’Europe). Hatier, Paris, 1992, ISBN 2-218-03855-2. Portugiesische Übersetzung: História do Luxemburgo, 2012.
- La croissance démographique du Luxembourg du début du XIXe siècle à nos jours. Luxemburg, 1972.
- Le Luxembourg sous l’Ancien Régime. Bourg-Bourger, Luxemburg, 1977
- (Herausgeber & Mitautor) Histoire du Luxembourg: Le destin européen d’un petit pays; Toulouse (éditions Privat), 2003, ISBN 2-7089-4773-7
- Le Luxembourg à l’époque contemporaine, du partage de 1839 à nos jours. Editions Bourg-Bourger, Luxemburg, 1975

## Einzelbelege
1. 1 2  Pol Schock: Gilbert Trausch ist tot. In: Tageblatt.lu. 4. Juni 2018, abgerufen am 5. Juni 2018.
2. ↑  Familienanzeige im Luxemburger Wort, Ausgabe vom 5. Juni 2018, S. 38.
3. ↑  Centre Robert Schuman. Website des Centre d’études et de recherches européennes Robert Schuman (CERE), 8. März 2012, archiviert vom Original am 31. März 2012; abgerufen am 5. Juni 2018 (französisch).
4. ↑  Jerome Quiqueret: Dans l’air du temps. In: Le Jeudi. 5. Januar 2012, archiviert vom Original am 14. Januar 2012; abgerufen am 5. Juni 2018 (französisch).
5. ↑  Gespräch Denis Scuto mit Jean Rhein: “L’histoire est devenu un métier”. In: Le Quotidien, 2. Januar 2012, S. 2f.
6. ↑  Académicien décédé: Gilbert Trausch. Académie royale des Sciences, des Lettres et des Beaux-Arts de Belgique, abgerufen am 16. März 2024 (französisch).

| Personendaten    | Personendaten              |
| ---------------- | -------------------------- |
| NAME             | Trausch, Gilbert           |
| KURZBESCHREIBUNG | luxemburgischer Historiker |
| GEBURTSDATUM     | 20. September 1931         |
| GEBURTSORT       | Luxemburg (Stadt)          |
| STERBEDATUM      | 3. Juni 2018               |
| STERBEORT        | Luxemburg                  |